# Яшьлек (станция метро)
«Яшьле́к» (тат. Яшьлек — юность) — 8-я станция Казанского метрополитена. Расположена на Центральной линии между станциями «Козья слобода» и «Северный вокзал». До открытия упоминалась также под названием «Яшьлек — Юность». Открыта вместе со станциями «Северный вокзал» и «Авиастроительная» 9 мая 2013 года, в составе четвёртого пускового участка первой линии Казанского метрополитена «Козья слобода — Авиастроительная». Открытие было приурочено к Универсиаде-2013.

## Описание
В ходе интернет-голосования на сайте мэрии в мае 2012 года по возможному переименованию станции значительно лидировали два предложения — «Алатская» (по дороге, исторически подходившей к Казани в этих местах) и «Декабристов» (проектное). В интерьере, разработанном для проектного названия, обыгрывалась униформа русских офицеров.
В процессе строительства был изменён проект свода станции. Из интерьера исчезла лепнина и золотые арки на своде, была изменена конструкция люстр, которые и являются основным элементом отделки станции.
Находится между станциями «Козья слобода» и «Северный вокзал» под улицей Декабристов между улицами Волгоградская и Тверская.
Обслуживает близлежащие жилые массивы и Московский рынок. Конструкции сводчатой станции из монолитного железобетона.
В пределах расширенной шаговой доступности от станции предусмотрена остановка скоростного трамвая.
Со станции планируется пересадка на станцию «Волгоградская» второй (Савиновской) линии.

## Строительство
В 2010 году началась подготовка тоннелепроходческого комплекса к строительству тоннеля, который должен был соединить станции «Северный вокзал» и «Яшьлек». В 2011 году начаты работы по строительству как станции «Яшьлек», так и следующих станций: «Северный вокзал», «Авиастроительная».

## Выходы и пересадки
Станция имеет 2 подземных вестибюля, из северного можно выйти к Московскому рынку и улице Волгоградской, из южного — к улице Тверской и Дворцу химиков (пересадка на Казанский скоростной трамвай).
Также в будущем предусмотрена пересадка на Савиновскую линию и станцию «Волгоградская».

## Привязка общественного транспорта

### Автобус
| №   | Пересадки                                                                     | Конечный пункт 1             | Конечный пункт 2                |
| --- | ----------------------------------------------------------------------------- | ---------------------------- | ------------------------------- |
| 6   | Козья слобода Северный вокзал Авиастроительная Восстание-Пассажирская         | Речной порт                  | Посёлок Северный                |
| 18  | Проспект Победы Горки Северный вокзал Авиастроительная Восстание-Пассажирская | Переулок Дуслык              | Улица Северополюсная            |
| 22  | Горки Козья слобода                                                           | Травмпункт Кировского района | Жилой массив Ферма-2            |
| 28  | Козья слобода                                                                 | Улица Короленко              | ЦПКиО им. Горького              |
| 28а | Козья слобода                                                                 | Улица Короленко              | Чеховский рынок                 |
| 29  | Площадь Тукая Кремлёвская Козья слобода Восстание-Пассажирская                | Улица Гудованцева            | Строительный институт           |
| 33  | Северный вокзал Восстание-Пассажирская                                        | Улица Ленинградская          | Жилой массив Ферма-2            |
| 35  | Площадь Тукая Кремлёвская Козья слобода                                       | Улица Гаврилова              | Площадь Тукая                   |
| 35а | Площадь Тукая Кремлёвская Козья слобода                                       | Авторынок                    | Площадь Тукая                   |
| 36  | Компрессорный                                                                 | Осиново                      | Вещевой рынок                   |
| 47  | Горки Площадь Тукая Кремлёвская Козья слобода                                 | Улица Батыршина              | Деревня Универсиады             |
| 49  | Лагерная                                                                      | Вещевой рынок                | Лагерная                        |
| 62  | Северный вокзал Восстание-Пассажирская                                        | Дворец водных видов спорта   | Жилой комплекс «Салават Купере» |
| 78  | Северный вокзал Авиастроительная Восстание-Пассажирская                       | Яшьлек                       | Жилой массив Крутушка           |
| 89  | Козья слобода Северный вокзал Авиастроительная Восстание-Пассажирская         | Улица Академика Сахарова     | Улица Гудованцева               |

### Трамвай
| № | Пересадки                                                             | Конечный пункт 1       | Конечный пункт 2                |
| - | --------------------------------------------------------------------- | ---------------------- | ------------------------------- |
| 1 | Северный вокзал Авиастроительная Восстание-Пассажирская               | Железнодорожный вокзал | Улица Химическая                |
| 6 | Северный вокзал Авиастроительная Компрессорный Восстание-Пассажирская | Жилой массив Караваево | Улица Халитова ( Компрессорный) |

### Троллейбус
| №  | Пересадки                        | Конечный пункт 1    | Конечный пункт 2                |
| -- | -------------------------------- | ------------------- | ------------------------------- |
| 13 | Авиастроительная( Компрессорный) | Улица Ленинградская | Улица Халитова ( Компрессорный) |

### Путевое развитие
За станцией расположены сокращенный съезд и задел под ССВ на Савиновскую линию.

## Фотографии
- Вестибюль станции во время строительства
- Демонтаж щита
- Демонтаж щита
- С поездом «Русич»
- Вид на станцию